# M247 Sergeant York
M247 Sergeant York (на этапе испытаний опытный прототип имел словесное название Gunfighter [ˈɡʌn ˈfaɪtə], «Ганфа́йтер») — зенитная самоходная установка, разработанная в США в середине 1970-х годов и планировавшаяся к постановке на вооружение до середины 1980-х годов. ЗСУ «Сержант Йорк» должны были составить основу ближней ПВО американских механизированных войск и обеспечить защиту от низколетящих самолётов, и, особенно, от ударных вертолётов, вооружённых ПТУР. Предполагалось закупить 618 боевых машин этого типа. Из-за провала ходовых испытаний программа была закрыта в 1985 году.

## История

### Предпосылки создания
Программы по созданию ствольных зенитных систем на колёсном и гусеничном ходу в США по сути дела не прекращались после окончания Второй мировой войны. Новый стимул их развитию придала начавшаяся война в Корее, приведшая к началу новых и активизации имеющихся программ по созданию вооружения и военной техники. В начале 1950-х гг. армейским командованием был инициирован ряд программ по созданию ЗСУ, которые с различным успехом реализовывались до начала 1960-х гг., когда пересилило так называемое «ракетное лобби», то есть та группа генералитета и связанного с ней военно-промышленного бизнеса, которые были сторонниками перехода к самоходным ЗРК. В результате их победы над традиционалистами, перспективные проекты ствольного зенитного вооружения были отложены в долгий ящик. Тем не менее, вытеснить зенитную артиллерию совсем им так и не удалось, а целый ряд слабых сторон ЗРК, как то: дороговизна, уязвимость для помех, ограниченность зоны обстрела и наличие обширного непростреливаемого пространства, неспособность поражения целей летящих на предельно малых высотах, зависимость от погодно-климатических факторов, преждевременное обнаружение противником, — привели к возобновлению интереса армейского командования к ствольным зенитным вооружениям, всепогодным и одинаково эффективным как в светлое, так и в тёмное время суток. Катализатором в этом плане стала серия арабо-израильских военных конфликтов, где была достаточно широко представлена передовая на то время советская техника и вооружение. Американских военных серьёзно обеспокоило, что штатная ЗСУ M163 имела дальность эффективного огня заметно меньшую, чем ПТУР «Штурм», которыми вооружались советские боевые вертолёты Ми-24. В начале 1970-х годов, под влиянием итогов арабо-израильской войны 1973 года, в ходе которой эффективно применялись боевые вертолёты, вооружённые ПТУР, а также ЗСУ «Шилка», способные действовать в сложных метеоусловиях, начались поиски подходящей альтернативы. В середине 1970-х годов были проведены предварительные разработки ЗСУ, вооружённых 25-мм автоматическими пушками. Результаты экспериментов привели к выводу, что для эффективной системы ПВО требуются орудия более крупного калибра при аналогичной или даже большей скорострельности. 18 мая 1977 года управлением вооружения совместно с управлением противовоздушной обороны были представлены требования тактико-технического задания по созданию перспективной зенитной самоходной установки, после ряда предварительных этапов программа получила название DIVAD или DIVADS (Divisional Air Defense System — комплекс дивизионной противовоздушной обороны). Новая система предполагалась самоходной, бронированной, всепогодной. Для ускорения разработки промышленности и экономии бюджетных средств было предложено создавать новую систему, смонтированную на хорошо зарекомендовавшем себя шасси танка M48 (под эти нужды было выделено несколько M48A5), который предполагалось окончательно списывать с вооружения в связи с постановкой в строй нового основного боевого танка XM1, а в перспективе — для размещения на шасси любого другого образца гусеничной бронетехники.
Главным сторонником идеи разработки ствольных зенитных систем и инициатором данной программы выступал командир центра армейской противовоздушной обороны генерал-майор Ли Вэн, по совместительству выполнявший обязанности коменданта Школы зенитной артиллерии.

### Отборочный тур
На конкурс были представлены проекты от 5 крупных компаний и корпораций — «Сперри Рэнд», «Дженерал электрик», «Рейтеон», «Дженерал дайнэмикс», «Форд аэроспейс».
«Сперри Рэнд» предложила на конкурс боевую машину, вооружённую автоматической пушкой с вращающимся блоком стволов T250, на основе своего более раннего проекта «Виджилэнти». ЗСУ должна была оснащаться алюминиевой башней и радиолокационными средствами собственной разработки.
«Дженерал электрик» подготовила проект ЗСУ, ключевой особенностью которой стала адаптация к наземному применению семиствольной 30-мм пушки «Авенджер» — основного оружия штурмовика A-10 «Тандерболт II».
«Рейтеон», не имея собственных наработок в области ствольных зенитных вооружений, предложила заимствованный проект. По сути предлагалось установить на шасси М48 башню от немецкой ЗСУ «Гепард» с зенитными автоматами «Эрликон KDA» калибра 35 мм, с несколько иными, но европейскими же радарами и системами управления огнём, которые предполагалось выпускать в США по лицензии.
Компания «Дженерал дайнэмикс» также использовала в своём проекте орудия «Эрликон KDA», — в буксируемом варианте эти спаренные пушки широко использовались странами НАТО в качестве средства ПВО, — но «Дженерал дайнэмикс» разместила их не по бокам башни, как в немецкой установке, а пакетом, в центре башни. Радиолокаторы разработчики заимствовали из морского зенитно-артиллерийского комплекса «Вулкан-Фаланкс», собственного производства. При этом поисковый радар размещался на крыше башни, а радар управления огнём рядом с пушками.
«Форд аэроспейс» в тандеме с «Вестингауз» и ещё несколькими компаниями предложила модификацию шведской корабельной зенитной пушки «Бофорс», состоявшей на вооружении стран-сателлитов из блока НАТО с начала 1950-х гг. Для этих целей, с оригинальным производителем был заключён контракт на доработку указанного образца зенитной артиллерии под размещение на самоходном шасси.

### Задействованные структуры
Ниже перечислены основные подрядчики работ над опытным прототипом XM247, они же изготовители серийных образцов M247:
- Система наведения — Ford Aerospace & Communications Corporation, Western Development Laboratories, Ньюпорт-Бич, Калифорния; DIVAD Division, Ирвайн, Калифорния;
- Радиолокационные средства — Westinghouse Electric Corporation, Балтимор, Мэриленд;
- Зенитные автоматы — Bofors Ordnance, Бофорс, Швеция;
- Башня — AAI Corporation, Балтимор, Мэриленд.

Ряд субподрядчиков ассистировал в работе над элементами программно-аппаратного комплекса системы управления огнём (на разработку которого было израсходовано около $33,8 млн):
- Электронно-вычислительная аппаратура — National Semiconductor, Санта-Клара, Калифорния; Boeing, Эль-Сегундо, Калифорния; Control Data Corporation, Миннеаполис, Миннесота; Harris Corporation, Кливленд, Огайо; Mellon Institute of Industrial Research, Питтсбург, Пенсильвания.

### Конкурсные испытания

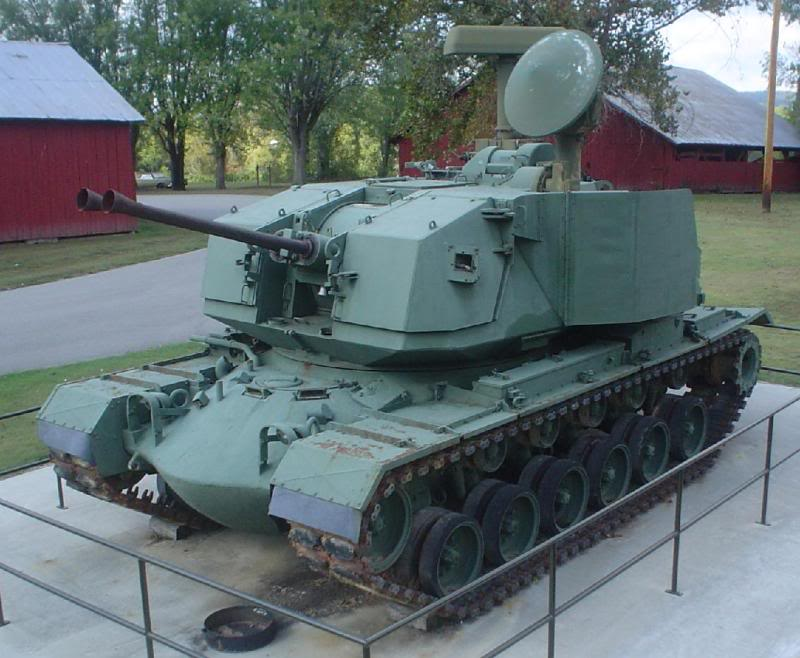
M247 Sergeant York.

После рассмотрения конкурсных проектов, 13 января 1978 года было отдано предпочтение предложениям «Дженерал дайнэмикс» и «Форд аэроспейс», с которыми были заключены контракты суммой по $39 млн каждый на изготовление и испытания опытных прототипов. Их конкурсные машины получили наименования XM246 и XM247 соответственно. Испытания начались летом 1980 года на военной базе Форт-Блисс. В ходе испытаний обе установки провели около 200 стрельб и сбили 2 радиоуправляемых самолёта, 5 вертолётов и 23 малых воздушных мишени. Результаты испытаний не давали оснований для однозначных выводов о превосходстве одной из представленных систем, скорее признавалось, что обе являются явно недоведёнными.
Тем не менее, 5 мая 1981 года победителем испытаний была признана установка производства «Форд аэроспейс». Данное решение вызвало волну критики, но с компанией был заключён контракт на доработку и производство опытной партии из 12 единиц в 1981 году. План закупок предусматривал три возможных варианта с включённой стоимостью технического обслуживания: 1) 50 машин вместе с запчастями, технической документацией за $328 млн; 2) дополнительные 96 машин и боеприпасы к ним за $396 млн; 3) 130 машин за $533 млн.
Был выбран первый вариант, в 1982 году было издано распоряжение о закупке 50 единиц, а всего сухопутные силы США должны были получить 618 таких ЗСУ в период с 1985 по 1989 годы на сумму около 5 миллиардов долларов. Словесное название «Сержант Йорк» установка получила только в середине 1982 года. Церемония присвоения названия происходила следующим образом: Офицеры управления зенитной артиллерии прибыли в Пэлл-Мэлл, штат Теннесси, к Грэйси Йорк, 82-летней вдове прославленного героя Первой мировой войны сержанта Элвина Йорка и сообщили ей о том, что новый образец вооружения будет носить имя её покойного супруга, презентовав на память миниатюрную модель установки.

## Конструкция

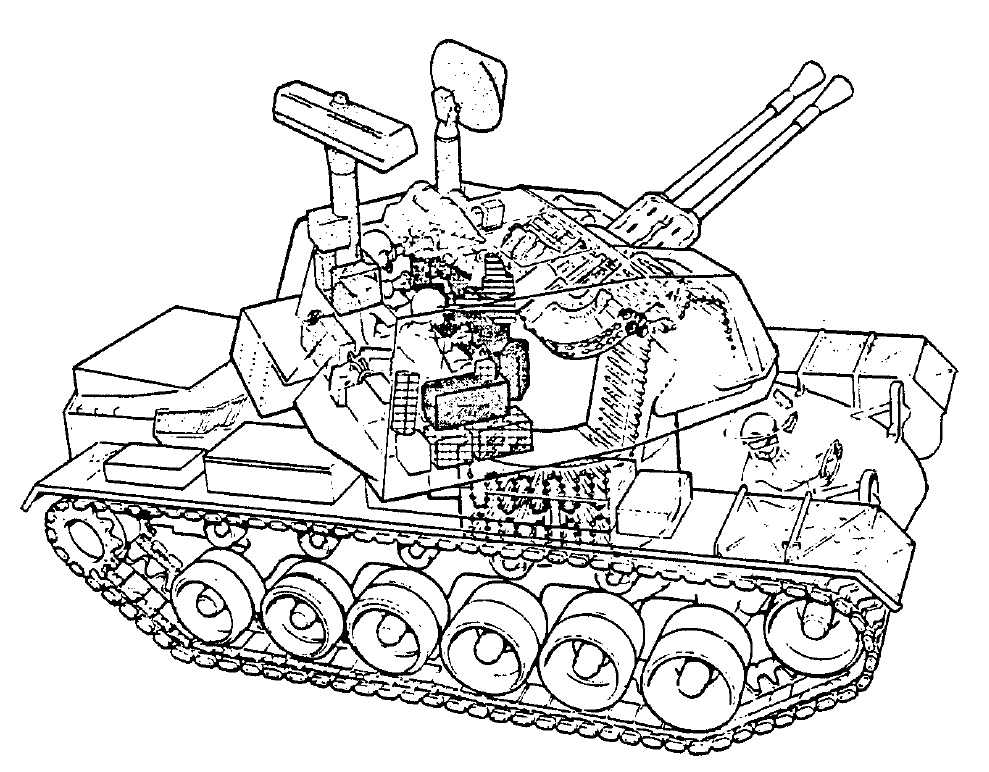
Конструктивная схема ЗСУ «Сержант Йорк».

### Компоновка
Компоновка ЗСУ повторяла базовый танк. Впереди располагалось отделение управления, в середине боевое отделение, сзади моторно-трансмиссионное. Корпус машины был цельнолитым и обеспечивал защиту от малокалиберных снарядов. Значительная по размерам башня выполнялась из соединённых сваркой, катанных броневых листов и предназначалась для защиты экипажа и оборудования от стрелкового оружия и осколков снарядов. Экипаж машины состоял из трёх человек. Механик-водитель располагался в отделении управления, командир машины и наводчик в башне.

### Ходовая часть
В качестве шасси использовалась шасси танка M48A5. В 1980-х годах эта машина считалась устаревшей, но значительное количество танков M48A5 находилось на базах хранения. Предполагалось таким образом снизить стоимость ЗСУ. В качестве силовой установки использовался дизельный двигатель с гидромеханической трансмиссией. Подвеска была индивидуальной торсионной и включала 6 опорных катков.

### Вооружение
Вооружение M247 состояло из двух спаренных автоматических пушек L70 шведской разработки, которые были специально модифицированы для ЗСУ.

## Прекращение программы
27 августа 1985 года, Министр обороны США Каспар Уайнбергер издал приказ об отмене производства машины. По его словам:

Испытания показали, что несмотря на незначительные усовершенствования, которые могут быть внесены в «Сержант Йорк», они не заслуживают дополнительных расходов, поэтому мы не будем инвестировать дополнительных средств в данную систему.
Оригинальный текст (англ.)the tests demonstrated that while there are marginal improvements that can be made in the York gun, they are not worth the additional cost-so we will not invest any more funds in the system.

К тому времени американской военной промышленностью было произведено около пятидесяти экземпляров M247, большая часть которых была использована затем в качестве габаритных мишеней для отработки точности бомбометания лётного состава на авиационных полигонах ВВС США. Впоследствии, предпринималось ещё несколько попыток разработки зенитных артиллерийских и комбинированных ракетно-артиллерийских комплексов на замену существующей ЗСУ «Вулкан», ни один из которых не был в итоге принят на вооружение.

## Сравнительная характеристика
| · |
|   |
|   |

|  |
|  |
|  |

## Музейные экспонаты
Четыре экземпляра M247 были переданы в качестве музейных экспонатов в музейные учреждения США:
- Парк им. Сержанта Элвина Йорка[англ.] — город Пэлл-Мэлл, штат Теннесси;
- Музей Военно-воздушных сил — город Данвилл, штат Виргиния;
- Военный музей Форта Снеллинг — город Миннеаполис, штат Миннесота;
- Музей Национальной гвардии Арканзаса в Кэмп Джозеф Т. Робинсон — город Норт-Литл-Рок, штат Арканзас.